# Malgium
Malgium (en babilona.) (también Malkum) (Ĝalgi'a o Ĝalgu'a en sumerio, y Malgû(m) en acadio) es una antigua ciudad de Mesopotamia identificada provisionalmente como Tell Yassir (una de un grupo de tells llamados colectivamente Tulūl al-Fāj) que prosperó especialmente en la Edad del Bronce Medio, ca. 2000 a. C. - 1600 a. C. Malgium formaba una pequeña ciudad-estado en una zona donde convergían los bordes de los territorios controlados por Larsa, Babilonia y Elam. Inscrito en cuneiforme como ma-al-gi-imKI, sus deidades principales eran Enki (cuyo templo se llamaba Enamtila) y Damkina. Se sabe que allí hubo un templo de Ulmašītum. También había un templo a la diosa Bēlet-ilī llamado Ekitusgestu, así como un templo al dios Anu.

## Arqueología
El yacimiento de Tell Yassir es un montículo único de unas 15 hectáreas. Forma parte de un grupo de tells denominados colectivamente Tulūl al-Fāj que han sido identificados como el emplazamiento de Malgium. Tras la invasión de 2003, arqueólogos iraquíes del Consejo Estatal Iraquí de Antigüedades y Patrimonio llevaron a cabo un estudio de la superficie de Tell Yassir y descubrieron que el yacimiento había sido saqueado en gran medida, hasta el punto de que las estructuras administrativas y palaciegas visibles en anteriores imágenes por satélite ya no podían encontrarse. Además de fragmentos de cerámica, se hallaron varios ladrillos con inscripciones, entre ellas las de los gobernantes de Ur III (Shulgi y Shu-Sin) y los gobernantes de Malgium, y se dijo que Tell Yassir era el emplazamiento de Malgium, aunque esta afirmación no fue aceptada por todos.

dšu-dMAR.TU

LUGAL KALAG.GA

LUGAL MA.DA.NA

DUMU na-bí-/dEN.LÍL

MU.ÚS.SA/ du-un-nu-umki

GÚ ídIDIGNA /BA.HUL

BÀD.GAL ma-al-gu-umki

MU.UN.DÙ
dŠu-Amurrum, 

rey fuerte,

rey de su país,

hijo de dNabi-Enlil.

(En) el año siguiente al año "Dunnum

a orillas del Tigris fue destruido",

la gran muralla de Malgium

construyó.

 

En 2017 arqueólogos iraquíes, dirigidos por Abbas Al-Hussainy, de la Universidad de Al-Qadisiyah, iniciaron un estudio arqueológico de una zona al este del Éufrates. Este equipo trabajó en Tulūl al-Fāj (el grupo de tells que incluye Tell Yassir) en 2019. Durante esta prospección se encontraron unos 50 ladrillos con inscripciones o gobernantes de Malgium, con 48 de las inscripciones estampadas. Uno de los ladrillos estampados, del gobernante Tulūl al-Fāj, también contenía una inscripción manuscrita.

## Historia

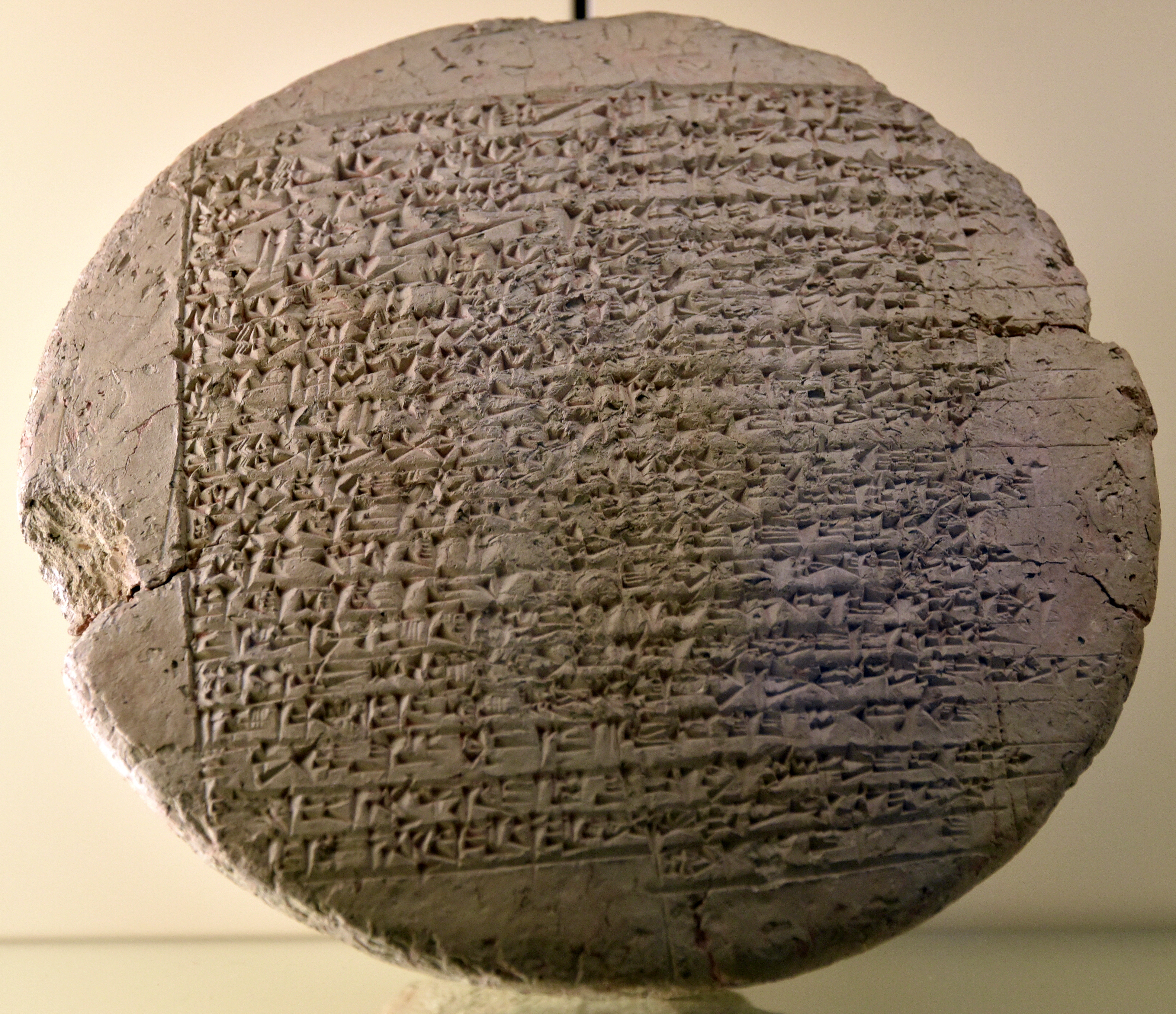
Clavo de arcilla con inscripción de Ipik-Ishtar, rey de Malgium, 1770 a. C. Procedente de Malgium. Vorderasiatisches Museum de Berlín.

Tres de sus gobernantes han sido identificados con certeza, a través de la atestiguación en sus inscripciones como šàr (lugal) ma-al-gi-imki, Takil-ilissu, hijo de Ištaran-asû, Imgur-Sin, hijo de Ili-abi, y, probablemente el último, Ipiq-Ištar, hijo de Apil-Ilišu, contemporáneo de Ḫammu-rāpi de Babilonia, que celebró el conflicto con la ciudad en dos de los nombres de sus años (10 y 35). Se han propuesto otros tres gobernantes, Šu-Kakka, Nabi-Enlil (hijo de Šu-Kakka) y Šu-Amurrum (hijo de Nabi-Enlil), tres generaciones de una dinastía, basándose en el nombre del año de Šu-Kakka en honor a la diosa Damkina y en las impresiones de sellos. Su posición absoluta es incierta, pero parece que reinaron inmediatamente después de la caída del imperio de la tercera dinastía de Ur.Las tablillas cuneiformes de la ciudad de Irisaĝrig (ahora se cree que es la cercana Tell al-Wilayah), ahora publicadas, muestran que Malgium conquistó esa ciudad aproximadamente después del año 10 de Ibbi-Sin, el último gobernante de la tercera dinastía de Ur. Las tablillas también incluyen nombres de años que muestran que los reyes Nur-Eštar (hasta ahora desconocido), Šu-Kakka, Nabi-Enlil, Šu-Amurrum, Imgur-Sin e Ištaran-asu gobernaron Irisaĝrig.
Los reyes de Larsa apuntaron a Malgium en su búsqueda de expansión territorial con Gungunum celebrando su derrota en su nombre del año 19 «Año por orden de An, Enlil y Nanna (el ejército de) Malgium fue derrotado por las armas...», alrededor de 1914 a C, Sin-Iddinam su derrota en su quinto año de nombre ca. 1844 a. C. y Warad-Sîn conmemoró mu ugnim mà-al-gu-umki gištukul ba(-an)-sìg, «Año: el ejército? de Malgium fue abatido por las armas»", hacia 1831 a. C. Ḫammu-rāpi, en coalición con Shamshiadad I (de Ekallate) e Ibalpiel II (de Ešnunna), hizo campaña contra la ciudad-estado hasta que su gobernante los compró con 15 talentos de plata. El rey de Malgium, Ipiq-Ištar, concluyó un tratado y posteriormente proporcionó ayuda y soldados en la campaña de Ḫammu-rāpi contra Larsa. Después de años de conflicto, Ḫammu-rāpi destruyó las murallas de la ciudad de Malgium en su 35.º año de reinado denotando ese año como «Año en que Hammu-rabi el rey por las órdenes de An y Enlil destruyó las murallas de la ciudad de Mari y Malgium».